# Kanariya
《kanariya》（金絲雀）是日本歌手濱崎步第12張單曲，1999年12月8日於日本發售。

## 說明
- 本作為去年11月10日發行第二張原創專輯《LOVEppears》的重發單曲。為完全限定生產30萬張。CD殼為黑色半透明殼。
- 本作收錄的混音版本全未收錄於第二張原創專輯《LOVEppears》中。
- 本作為第二張原創專輯《LOVEppears》之隱藏曲，發行後勇奪公信榜冠軍，成為繼1988年中山美穗「You're My Only Shinin' Star」後自原創專輯中重新發行而獲得冠軍的單曲。下一張奪下冠軍的重發單曲為2008年發行的第九張原創專輯《GUILTY》中，歌曲《Mirror》延展而成的第43張單曲《Mirrorcle World》。
- 在濱崎步眾多發行之單曲中，本作是唯一未收錄A面單曲卡拉OK版本（"Instrumental"）的作品
- 本作最後一音軌《kanariya "Vocal Track"》乃為廣為募集混音作品之目的所收錄。
- 本作推出以來，濱崎步本人曾長期沒有在包含個人演唱會的公開活動中現場表演過。直至2016年12月29日的個人跨年演唱會中，濱崎步本人首次表演了這首歌曲。
- 本作收錄的混音歌曲除了《kanariya》外，尚有第5張單曲《Depend on you》c/w曲《Two of us》及首張原創專輯《A Song for ××》中收錄曲《from your letter》的混音版本。
- 次作第13張單曲《Fly high》收錄本作《kanariya》的混音歌曲。
- 本作拍攝音樂錄影帶收錄的是第一音軌的剪輯版本，CD本身並沒有收錄。

## 收錄歌曲
1. kanariya "Jonathan Peters Vocal Club Mix"
作詞：濱崎步 　作曲：星野靖彥
TBS電視台『COUNT DOWN TV』1999年12月片頭曲
2. kanariya "Struggle Mix"
3. kanariya "HΛL's Mix"
4. kanariya "DJ-TURBO Club Mix"
5. kanariya "Dub's Energy Remix"
6. Two of us "HΛL's Mix"
7. kanariya "SPAZM Mix"
8. from your letter "pandart sasanooha Mix"
9. kanariya "Big Room Mix"
10. kanariya "HIROSHI's Nite Clubing Mix"
11. kanariya "Full Vocal Mix"
12. kanariya "Original Mix" -Radio Edit-
13. kanariya "Vocal Track"